# 李剑萍
李剑萍（1969年9月—），男，汉族，山东平度人，中华人民共和国政治人物。现任天津市政协副主席，天津市教育科学研究院副院长（正院长级），民盟天津市委主委。